# 深浦ラジオ中継局
深浦ラジオ中継局（ふかうらラジオちゅうけいきょく）は、青森県西津軽郡深浦町にあるNHK青森放送局と青森放送（RAB）の中波放送中継局の総称。なお、正式な名称は、NHKが放送局としてはNHK深浦放送局（中継局は通称）、送信施設としては深浦ラジオ中継放送所、RABが深浦ラジオ放送局であるが、ここでは便宜上、一括して「深浦ラジオ中継局」として記述する。

## 概要
- 当中継局は深浦町内に電波を発射している。

## 中継局送信設備概要
| 放送局名         | 周波数  | 出力 | 放送対象地域 | 放送区域内世帯数 | 開局年月日     |
| ---------------- | ------- | ---- | ------------ | ---------------- | -------------- |
| NHK青森ラジオ第1 | 1584kHz | 100W | 青森県       | 約3000世帯       | 1961年12月27日 |
| RAB青森放送      | 1485kHz | 100W | 青森県       | 約3000世帯       | 1974年12月6日  |

- なお、NHKラジオ第2については、NHK秋田放送局（774kHz、500kW）などを受信している。
- また、当中継局の放送エリアは深浦町だが、五所川原市相内地区の一部や北津軽郡中泊町小泊地区の一部でも聴取可能である。なお、相内地区や小泊地区では場所や条件によっては、当中継局の方が青森本局や弘前中継局より良好に受信できる。

### 中継局所在地
- NHK…青森県深浦町深浦字蓙野113
- RAB…青森県深浦町深浦字岡崎1の内[1]

## 中継局周辺

### NHK青森放送局
- 東日本旅客鉄道（JR東日本）五能線深浦駅
- 国道101号
- その他、深浦町中心部も近い。

### RAB青森放送
- 山林がある程度。